# Theo Heisterkamp
Theo Wilhelmus Antonius Maria Heisterkamp (Oldenzaal, 16 oktober 1939 – Olst, 27 oktober 1992) was een Nederlands politicus van de PvdA.
Heisterkamp studeerde bedrijfseconomie aan de toenmalige Katholieke Hogeschool Tilburg. In 1968 was hij gedurende een jaar lid van de Nederlandse Studentenraad. In 1981 was hij een van de initiatiefnemers van de Organisatie van Lokale Omroepen in Nederland (OLON) en tot 1984 de eerste voorzitter. Tot 1 januari 1984 was hij ook directeur Centrale Diensten van de Katholieke Leergangen in Tilburg en eveneens voorzitter van de lokale omroep Goirle (LOG). Tevens was Heisterkamp in de gemeente Goirle voorzitter van het Progressief Akkoord. Met ingang van 1 januari 1984 werd Heisterkamp benoemd tot burgemeester van Olst. Als burgemeester was hij zeer actief binnen het Gewest Midden IJssel en de Stedendriehoek. Enkele van zijn nevenfuncties waren voorzitter VVV Provincie Overijssel, bestuurslid Toerisme Nederlands Bureau voor Toerisme en vicevoorzitter IZA Overijssel en Flevoland.
Tijdens het burgemeesterschap overleed Theo Heisterkamp eind 1992 op 53-jarige leeftijd.